# 쏘팔 코사놀 최고기사 결정전
쏘팔 코사놀 최고기사 결정전은 '쏘팔 코사놀'이 후원하고 한국기원이 주최, 주관하며 K바둑이 주관방송을 맡는다. 첫 대회는 1월 랭킹 기준 1~8위가 출전하며, 리그전 성적 1위와 2위가 결승 5번기(7월 예정)를 펼치고, 차기 대회부터 리그와 도전기제로 치러진다. 다음 리그부터는 전기 상위 네 명(2위~5위)에게 시드를 주고 별도 선발전을 통해 세 명을 뽑고, 후원사 시드로 한 자리를 남긴다. 전기 우승자는 도전 5번기에서 기다린다. 
1기는 총 28국으로 본선은 매주 월요일과 화요일 오후 1시부터 경기도 판교의 K바둑 스튜디오에서 한 판씩 진행됐으며, 2기는 본선 36경기가 매주 월~목요일 오후 1시에 진행됐다.

## 대회 방식
- 1기 : 8명이 풀리그를 벌여 성적 상위 1, 2위가 결승 5번기로 초대 챔프를 다툰다.
- 2기 ~ : 2기 대회부터는 본선 시드 4인, 선발전 통과자 4인, 와일드카드 1인 총 9명의 선수들이 풀리그를 진행한다. 전기 우승자는 결승에 직행함에 따라 결승은 풀리그 전체 1위와 전기 우승자 간의 도전 5번기로 진행한다.
- 리그 순위는 다승->승자승->동률 재대국 순으로 판가름한다.
- 4기 대회부터 도전권과 관계되는 동률이 발생할 경우 승자승이 아닌 재대국을 벌인다.

## 대국 규정
- 제한시간 1시간 착수시 30초 추가 피셔방식 (5기부터 적용)

## 대회 상금
- 우승상금은 7000만원, 준우승상금은 2000만원이다.'
- 상금과 별도로 본선리그의 매판 승자에게 200만원, 패자에게 100만원의 대국료를 지급한다. 다만 동률 재대국을 벌일 경우에는 대국료가 없다.

## 역대 우승자
| 회수 | 연도 | 우승        | 전적 | 준우승      |
| ---- | ---- | ----------- | ---- | ----------- |
| 1    | 2020 | 신진서 九단 | 3:0  | 박정환 九단 |
| 2    | 2021 | 신진서 九단 | 3:2  | 박정환 九단 |
| 3    | 2022 | 신진서 九단 | 3:1  | 신민준 九단 |
| 4    | 2023 | 신진서 九단 | 3:0  | 박정환 九단 |
| 5    | 2024 | 신진서 九단 | 3:0  | 박정환 九단 |